# 로알드 호프만
로알드 호프만(영어: Roald Hoffmann, 1937년 7월 18일 ~ )은 폴란드 제2공화국에서 태어난 미국의 화학자이다. 양자 화학에서 화학 반응에서의 우드워드-호프만 규칙을 밝혀낸 공로로 1981년에 일본의 후쿠이 겐이치와 함께 노벨 화학상을 수상했다.
노벨상 수상 후에는 시인으로 활동하기도 하는 등 인문학에도 조예가 깊다. 저서로 《같기도 하고 아니 같기도 하고》가 있다.

## 수상 경력
- 1981년 : 노벨 화학상
- 1983년 : 미국 국가 과학상
- 1986년 : NAS Award in Chemical Sciences
- 1990년 : 프리스틀리 메달
- 2011년 : 로모노소프 황금 메달